# Nash-Kelvinator Corporation

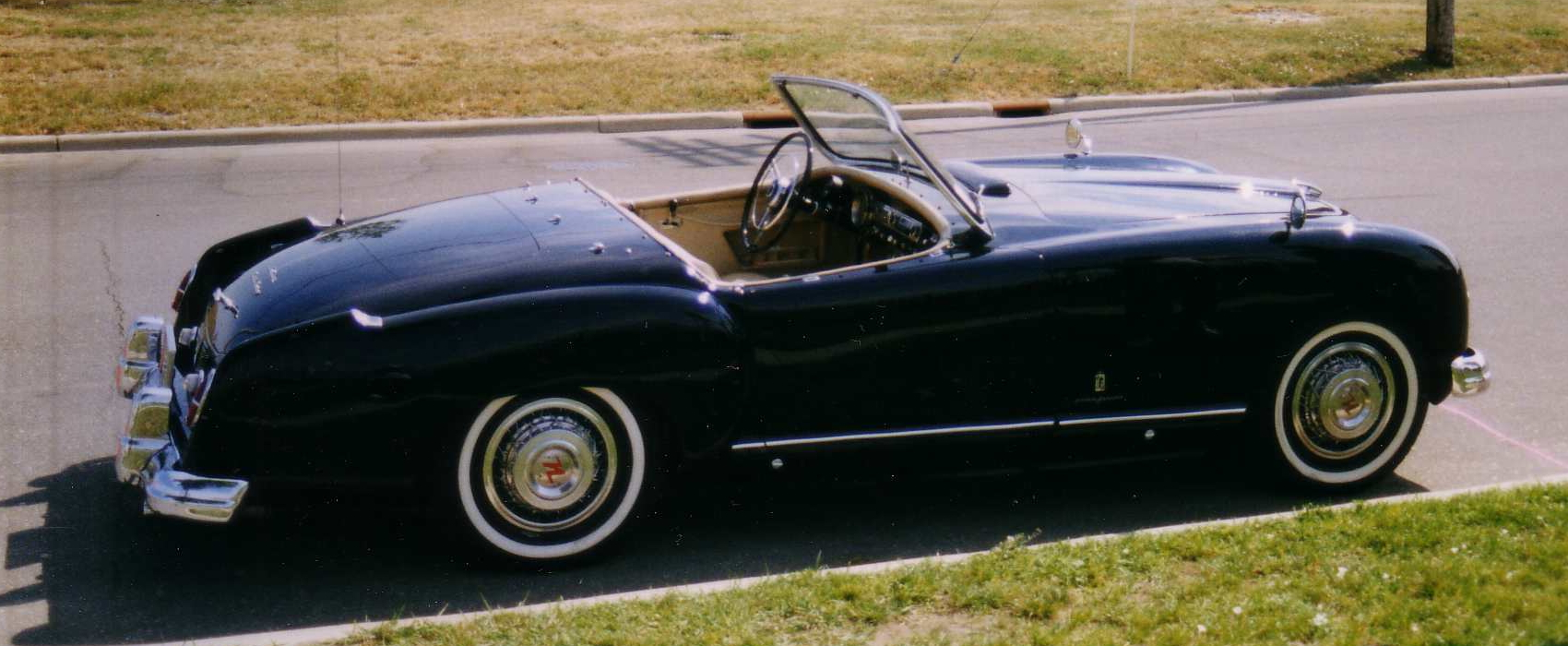
Nash-Healey, automóvil deportivo comercializado por Nash-Kelvinator

La Nash-Kelvinator Corporation fue el resultado de la fusión realizada en 1937 entre el fabricante de automóviles Nash Motors y el fabricante de aparatos de refrigeración Kelvinator Appliance Company. La unión de estas dos empresas se produjo como resultado de una condición impuesta por George W. Mason antes de su nombramiento como director ejecutivo de Nash. Nash-Kelvinator ocupó el puesto 27 entre las corporaciones estadounidenses en el valor de los contratos de producción de la Segunda Guerra Mundial.
En 1955, Kelvinator presentó el refrigerador de dos cuerpos Food-A-Rama, uno de los primeros refrigeradores modernos sin escarcha. Los productos de consumo Kelvinator, antes y después de la fusión con Nash, era considerada una marca de referencia de electrodomésticos.
En 1954, Nash-Kelvinator adquirió la Hudson Motor Car Company de Detroit, en lo que se llamó una fusión de beneficio mutuo para formar la American Motors Corporation. Kelvinator continuó como una división de propiedad total dentro de la nueva empresa.
La marca Kelvinator se vendió a White Consolidated Industries en 1968, lo que incorporó el producto a su grupo de electrodomésticos corporativos, uniéndose a las marcas de electrodomésticos White-Westinghouse, Gibson y Frigidaire. La división de electrodomésticos de White Consolidated Industries ahora es parte de la compañía sueca Electrolux. La marca Kelvinator se sigue utilizando en electrodomésticos y en sistemas científicos de refrigeración.